# Rosario-Santa Fe de 1925
La 1ª edición de la Rosario-Santa Fe tuvo lugar el 11 de enero de 1925 y fue organizada por el Ciclista Moto Club Santafesino, la prueba contaba con un recorrido que fue Rosario, Timbues, Oliveros, Maciel, Monje, Barrancas, San Fabián, Arocena, Coronda, Sauce Viejo, Santo Tomé, Santa Fe con llegada en la plaza 25 de Mayo de esa ciudad, totalizando una distancia de 180 kilómetros. Tomaron la salida 16 corredores.
La carrera se largó a las 5 horas 35 minutos de la mañana desde Alberdi en Rosario, a los pocos kilómetros se produjo el primer abandono de la competencia al retirarse de la prueba José Peralta. El primer embalaje fue ganado por Federico Lang que sorprendió a sus rivales para aventajarlos. 
Así como en Europa las carreras tienen el pavé, esta brava carrera tenía los arenales de Coronda que hacían la selección final de los favoritos, en esta oportunidad varias veces debieron los corredores bajarse de sus rodados para poder avanzar entre la arena.
Al pasar por Sauce Viejo ya rodaban en punta Saavedra, Damovich y Pompey. En las cercanías de Santo Tomé el santafesino Damovich atacó intentando irse en solitario. Este intento fue neutralizad por Saavedra quien a su vez contraataco y empezó a hacer diferencia en solitario.
La llegada a Santa Fe estuvo colmada de público que invadía la calle para vitorear a los ciclistas, y a las 12 horas 13 minutos del mediodía cruzaba la línea en solitario el consagrado "routier" Cosme Saavedra, del Ciclista Club de La Plata, para imponerse en la primera edición de la Rosario - Santa Fe.
En segundo lugar, unos segundos más tarde llegó Edmundo Damovich, y un minuto atrás Adolfo Pompey era el tercer clasificado.

## Participantes
El listado de competidores que participaron de la carrera.
| Número | Ciclista                 | Bicicleta | Ciudad       |
| ------ | ------------------------ | --------- | ------------ |
| 1      | José Peralta             | Peugeot   | Santa Fe     |
| 2      | Cosme Saavedra           | Peugeot   | Mendoza      |
| 3      | Cristian Berger          | Peugeot   | Rosario      |
| 4      | Cosme Gervasoni          | Peugeot   | Santa Fe     |
| 5      | Luciano Edmundo Domowicz | Peugeot   | Santa Fe     |
| 6      | Eugenio Verduna          | Nauman    | Rosario      |
| 7      | Luis Ripoll              | -         | Rosario      |
| 8      | Domingo Fiume            | Bianchi   | Santa Fe     |
| 9      | Adolfo Pompei            | Atala     | Buenos Aires |
| 10     | Albino Costaneir         | -         | Rosario      |
| 11     | Luis Della Santa         | Durkopp   | Rafaela      |
| 12     | Félix García             | Windsor   | Esperanza    |
| 13     | Arturo Raigosa           | Peugeot   | Buenos Aires |
| 14     | Luis Pedrasa             | Peugeot   | Esperanza    |
| 15     | Federico Lang            | -         | Santo Tomé   |
| 16     | Emilio Fidani            | Peugeot   | Rosario      |

## Clasificación final
|   | Ciclista                 | Bicicleta | Temps      |
| - | ------------------------ | --------- | ---------- |
| 1 | Cosme Saavedra           | Peugeot   | 6h 35' 00" |
| 2 | Luciano Edmundo Domowicz | Peugeot   | + 20"      |
| 3 | Adolfo Pompei            | Atala     | + 1' 30"   |
| 4 | Arturo Raigosa           | Peugeot   | + 39' 00"  |
| 5 | Emilio Fidani            | Peugeot   | + 39' 00"  |